# 常葉大学附属菊川中学校・高等学校
常葉大学附属菊川中学校・高等学校（とこはだいがくふぞくきくがわちゅうがっこう・こうとうがっこう）は、静岡県菊川市半済にある私立中高一貫校。男女比は2:8で、生徒数は約1100人。

## 概要
- 学校法人常葉大学が設置する学校の一つである。系列校として、常葉大学附属常葉中学校・高等学校と常葉大学附属橘中学校・高等学校が存在する。
- 菊川市中心部を望む高田ヶ丘の上にあり、隣には菊川公園がある（開学前は全域が菊川公園であった）。敷地内には常葉美術館が併設されており、企画展なども行われている。晴天の際には富士山を望むことが出来る。
- 校歌の中では「菊高」という名称で使われている。
- 2007年春の第79回選抜高等学校野球大会では優勝している。

## 沿革
- 1971年
  - 5月27日 - 常葉短大菊川高等学校第1回設立説明会
  - 6月23日 - 第1期工事起工式
- 1972年
  - 4月1日 - 常葉菊川高等学校設立。常葉女子短期大学（菊川校舎）増設
  - 4月7日 - 第1回入学式（女子のみ・普通科220名・美術デザイン科18名）
  - 6月8日 - 短大菊川校舎と共に開学・開校式典挙行 創立記念日となる
  - 11月19日 - 第1回文化祭開催、菊陵祭と命名
- 1974年8月17日 - 体育館工事起工式
- 1975年
  - 3月8日 - 第1回卒業式、第1期卒業生（普通科218名・美術デザイン科16名）
  - 6月8日 - 体育館（菊川光葉館）落成式典挙行
- 1976年4月1日 - 美術科男子入学男女共学開始
- 1977年6月8日 - 創立5周年記念式典（新校舎落成・常葉美術館開館・校歌制定）
- 1978年4月1日 - 常葉学園菊川高等学校に改称
- 1982年9月8日 - 新校舎増築地鎮祭
- 1983年4月1日 - 普通科男子入学
- 1985年9月26日 - 新グランド起工式
- 1988年6月1日 - 総合グランド完成
- 1991年5月21日 - 自修館完成
- 1996年
  - 4月1日 - 学生会館完成
  - 8月11日 - 第78回全国高等学校野球選手権大会に初出場
- 1997年6月8日 - 常葉学園創立50周年記念式典
- 2003年10月16日 - 中学校校舎建設地鎮祭
- 2004年
  - 3月27日 - 第76回選抜高等学校野球大会に初出場
  - 6月10日 - 常葉学園菊川中学校開校式典
- 2005年4月1日 - 常葉学園菊川中学校設立。中高一貫校となる
- 2006年4月1日 - 女子の制服が変更。中高一貫教育のため特進Sクラス設立
- 2007年
  - 4月3日 - 第79回選抜高等学校野球大会に出場、初優勝
  - 4月27日 - 不祥事[1]の責任を取り佐野心が野球部部長を辞任
  - 5月3日 - 日本学生野球憲章第13条に違反する特待生制度の存在を日本高等学校野球連盟が公表
  - 6月 - 野球部部長を辞任した佐野心が再度部長就任
  - 8月1日 - 第89回全国高等学校野球選手権大会への出場決定
  - 8月21日 - 広陵（広島）に3-4と敗退したが、夏の甲子園では初となるベスト4
  - 10月3日 - 田中健二朗がドラフト会議で横浜ベイスターズより1位指名を受ける
  - 10月26日 - 田中が横浜ベイスターズに入団決定。本校から門奈以来二人目のプロ野球選手が誕生[2]。
- 2008年
  - 1月25日 - 第80回選抜高等学校野球大会に出場決定[3]。
  - 5月8日 - 野球部監督[4]と選手・学校職員が毎日新聞・朝日新聞の女性記者に対しセクハラを行ったとの週刊誌報道があった。学校が事情聴取を行っており[5]その際、監督は記者に謝罪した[6]。部員が卑猥な電話を掛けたとされる件も、校長は「部員も深く反省している」と述べた。また校長は「女性記者に不快な思いをさせたのは事実。大変申し訳ない」と謝罪した。学校は森下を謹慎処分、部員を校長訓戒処分にした[7]。
  - 8月18日 - 第90回全国高等学校野球選手権記念大会に出場し、準優勝
- 2017年
  - 校名を常葉大学附属菊川中学校・高等学校[8]へ変更、略称も常葉菊川から常葉大菊川となる。

## 設置学科
- 普通科
  - 一貫コース（附属中学から進学のみ）
  - 文理コース（2年次、文理選択）
  - 普通コース（2年次、文理、保育看護選択）
- 美術・デザイン科

## 附属施設

### 常葉美術館
菊川キャンパス内に1977年（昭和52年）に創設。

## 部活動
運動部
- 硬式野球
- ソフトボール
- 陸上
- サッカー
- テニス
- 硬式テニス
- バスケットボール
- バレーボール
- 剣道
- 空手

- 文化部
- 華道
- 茶道
- 書道
- 写真
- 放送
- 演劇
- 美術
- ダンスドリル(ダンス部、チアリーダーズ部)
- 吹奏楽
- 生活化学
- 将棋
- 文芸
- 音楽
- ビデオ鑑賞

## 部活動成績

### 野球部
春5回　夏6回　神宮1回　計12回

#### 全国高等学校野球選手権大会成績

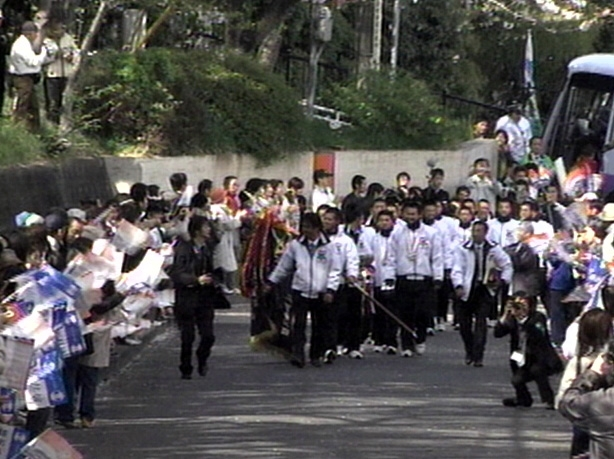
2007年4月4日、静岡県菊川市にて第79回選抜高等学校野球大会優勝報告。この直後、日本学生野球憲章第13条に違反する部員を多数在籍させていたことが発覚する

1996年 第78回全国高等学校野球選手権大会（初出場）
- ●1回戦 0-12 明徳義塾（高知）

2007年 第89回全国高等学校野球選手権大会（11年ぶり2回目）
- ○2回戦 12-4 日大山形（山形）
- ○3回戦 4x-3 日南学園（宮崎）（延長10回）
- ○準々決勝 6-1 大垣日大（岐阜）
- ●準決勝 3-4 広陵（広島）

2008年 第90回全国高等学校野球選手権記念大会（2年連続3回目）
- ○2回戦 2-1 福知山成美（京都）
- ○3回戦 11-9 倉敷商（岡山）
- ○準々決勝 13-10 智弁和歌山（和歌山）
- ○準決勝 9-4 浦添商（沖縄）
- ●決勝 0-17 大阪桐蔭（大阪）

2013年 第95回全国高等学校野球選手権大会（5年ぶり4回目）
- ○2回戦 5-3 有田工（佐賀）
- ●3回戦 1-17 鳴門（徳島）

2016年 第98回全国高等学校野球選手権大会（3年ぶり5回目）
- ●2回戦 1-6 秀岳館（熊本）

2018年 第100回全国高等学校野球選手権大会（2年ぶり6回目）
- ○1回戦 8-7 益田東（島根）
- ○2回戦 3-0 日南学園（宮崎）
- ●3回戦 4-9 近江（滋賀）

選抜高等学校野球大会成績
2004年 第76回選抜高等学校野球大会（初出場）
- ●1回戦 3-4 八幡商（滋賀）

2007年 第79回選抜高等学校野球大会（3年ぶり2回目）
- ○1回戦 2-1 仙台育英（宮城）
- ○2回戦 10-0 今治西（愛媛）
- ○準々決勝 2-1 大阪桐蔭（大阪）
- ○準決勝 6-4 熊本工（熊本）
- ○決勝 6-5 大垣日大（岐阜）

2008年 第80回選抜高等学校野球大会（2年連続3回目）
- ○2回戦 6-4 明豊（大分）
- ●3回戦 2-7 千葉経大付（千葉）

2013年 第85回記念選抜高等学校野球大会（5年ぶり4回目）
- ○1回戦 9-5 春江工（福井）
- ○2回戦 4-3 報徳学園（兵庫）
- ●3回戦 1-3 高知（高知）

2023年 第95回記念選抜高等学校野球大会（10年ぶり5回目）
- ●2回戦 0-3 専大松戸（千葉）

#### 明治神宮野球大会成績
2007年 第38回明治神宮野球大会（初出場）
- ○2回戦 7-3 東洋大姫路（兵庫）
- ○準決勝 6-5 明徳義塾（高知）
- ○決勝 5-4 横浜（神奈川）

### ソフトボール部
全国選抜大会
- 2004年 - 3位

- 2005年 - 準優勝
- 2006年 - ベスト16
- 2007年 - 1回戦
- 2009年 - ベスト16
- 2013年 - ベスト16

西部高校総体
- 2005年 - ベスト16
- 2008年 - 1回戦
- 2010年 - 2回戦

### 陸上部
女子第19回全国高校駅伝競走大会
- 2007年 - 28位（1時間11分54秒）

東海高校駅伝
2007年 - 女子4位

### 空手部
全国空手道選手権大会
- 2007年 - 出場

2007年第26回全国高校空手道選抜大会
- 女子団体組手 - ベスト8
- 男子団体組手 - ベスト8

2007年インターハイ
- 男子団体組手 - 優勝
- 女子個人組手 - 優勝
- 女子団体組手 - 準優勝

2017年 全国大会出場　

## 不祥事

### 日本学生野球憲章違反
2007年4月27日、常葉学園菊川高等学校野球部にて、日本学生野球憲章第13条に違反し、特待生制度を導入していたことが発覚した。同日、この不祥事の責任を取り、佐野心が野球部の部長を辞任した。翌日開催された静岡県春季野球大会の試合では、日本学生野球憲章第13条に抵触する特待生制度を利用していた部員が試合に出場することを回避するため、主力選手7名を交代させて出場する事態となった。翌月2日には、校長の吉村耕司が高野連に対し「野球部員17人が憲章に抵触すると判断した」と報告し、校長自ら高野連に対して謝罪した。

### 性的嫌がらせ
野球部監督による性的嫌がらせ
2006年12月、取材に訪れた毎日新聞記者に対し、野球部監督の森下知幸が「次はクリスマスイブの日にホテルを取ってから取材に来てよ」と要求したうえで「野球部のクリスマスパーティーがあるからそれに出て、その後二人で抜け出そう」などと発言した。
記者が業務都合で無理だと繰り返し断り、自分には恋人がいるとも重ねて説明したが、森下は「静岡の男は俺に決まりだ」「もう一度俺に恋をさせてくれ」「仕事なんかいいじゃないか」と繰り返し要求した。さらに、森下は記者を飲食店やカラオケに誘い、記者に対して腕を組んだり手を握るなどの行為を行った。記者に拒まれると、森下は「恥ずかしがり屋だなあ」と述べた。 記者から相談を受けた毎日新聞社静岡支局の支局長は、森下に近づかないで取材を行うよう指示した。
記者はその後も菊川高等学校の担当を続けたが、森下の関係者側から「ちゃんと女性の武器を使って監督の近くに行って取材しなさい」と要求された。記者はその後も菊川高等学校の担当を続けたが、2007年春の選抜高等学校野球大会ののちに倒れ、1週間点滴を受ける状態となった。その後、この記者は医師により鬱と診断され、2007年8月から休職した。
学校職員による性的嫌がらせ
2007年、甲子園球場のアルプススタンドにて、第79回選抜高等学校野球大会を取材していた毎日新聞記者に対し、常葉学園菊川高等学校の職員が「大阪で飲みに行こうよ」と発言した。さらに、「特待生問題」が発覚したことから、記者が学校職員を取材する機会が多くなったが、職員は頻繁に電話を掛け、記者に酒席をともにするよう繰り返し要求してきた。
野球部部員による性的嫌がらせ
2007年夏の第89回全国高等学校野球選手権大会に出場した際、野球部が宿泊したホテルに、菊川高等学校担当の朝日新聞記者も宿泊していた。すると、部員の一人が、記者の部屋のドアをノックし、ドアを開けた記者に対して自らの性器をしごいて見せた。恐怖を感じた記者は上司に報告し、上司が選手に対し「そんなことをしてると試合に出られなくなるぞ」と一喝し、記者を別のホテルに移した。しかし、大会終了後も同部員から記者に対し執拗に卑猥な電話が繰り返され、記者が着信拒否しても、同部員は公衆電話や他の電話を使うなどして電話を続けた。記者は2007年秋から休職し、2008年現在も治療中である。
性的嫌がらせに関する報道への当初の反論
『週刊文春』の取材に対し、野球部監督の森下知幸は、毎日新聞記者の問題について「休職されたということは校長から聞いていますが、原因は思い当たらない。酒席で一緒になることはあったと思うが、手を握ったり、セクハラしたことなど一切ありません」と反論している。また、朝日新聞記者の問題については「記者と選手のことなど全く知らない、寝耳に水」と主張している。日本高等学校野球連盟（高野連）で理事を務める田名部和裕は、これらの問題に対し「聞いていない」としたうえで「事実じゃなければ名誉毀損じゃないですか」と述べた。
性的嫌がらせに関する報道の波紋と社会への影響
2008年5月、『週刊文春』が菊川高等学校における性的嫌がらせの問題を報じると、日本高等学校野球連盟理事の田名部和裕は静岡県高等学校野球連盟（静岡県高野連）に対し事情聴取を行うよう指示した。それに対し、常葉学園菊川高等学校校長は「事実と違う部分もある。高野連や学校本部の指示も仰ぎながら慎重に対応する」とコメントした。
2008年5月13日、高野連は、静岡県高野連理事長、不祥事発生当時の校長（常葉学園橘高等学校校長）、現校長から聴取を行った。校長らの説明によると、2007年8月の時点で、学校が毎日新聞記者の問題について事情聴取を行っており、監督はその際「不快な思いをさせたとしたら大変申し訳ない」と謝罪していた。そのため、毎日新聞社静岡支局の支局長に対し、当時の校長が謝罪していた。さらに、部員が朝日新聞社の記者に卑猥な電話を掛けた問題についても、学校側は事実関係を認めた。
事情聴取後の会見で、高野連会長の脇村春夫は「セクハラという言葉の解釈はあるが、迷惑をかけたということは確認した」と述べた。学校は監督を謹慎処分、部員を校長訓戒処分とすると報告したが、脇村は「学校サイドの謹慎処分を了承した」と語り、高野連としての追加処分は行わず学校側の処分を認めると決定した。
記者会見の席上、校長は監督の行為について「セクハラととられても仕方がない」と述べ「女性記者に不快な思いをさせたのは事実。大変申し訳ない」と謝罪した。また、部員の行為についても、校長は「不快を感じさせる電話を掛けた」ことを認めたうえで「部員も深く反省している」としたが、「この件は今回報道されるまで知らなかった」としている。
森下の謹慎処分にともない、野球部部長の佐野心が臨時監督に就任した。しかし、謹慎処分となっていた森下は同年中に復帰し、それにともない佐野は再び部長に就任した。

### 集団暴行事件
2010年5月、野球部の寮で、部員による集団暴行事件が発生した。2年生部員複数名が、1年生部員を強制的に正座させたうえで繰り返し殴打するなど暴力を振るっていた。また、2年生部員らは、この集団暴行を「ミーティング」などと称していた。捜査にあたった菊川警察署は、翌年9月に複数名の部員を静岡地方検察庁浜松支部に書類送検した。静岡地方検察庁は、複数名の部員を静岡家庭裁判所に送致した。なお、常葉学園菊川高等学校は、2011年4月になるまで高野連に報告せずにいた。この事件に対し、高野連は常葉学園菊川高等学校を2回にわたって注意処分とした。2011年10月、教頭は「暴行は事実」と発表した。なお被害者はいじめにあったと訴えて不登校になったが、教頭は「高野連から指導を受けたことは事実だが、いじめではない。中身については答えられない」と主張したうえで「生徒のプライバシーにかかわることなのでコメントできない」と発言している。

## 著名な出身者
- みうな - 元カントリー娘。（中退）
- 三遊亭鳳笑 - 落語家
- 久米里紗 - 2005年度ミス日本グランプリ
- 門奈哲寛 - 元プロ野球選手
- 藤原将太 - 元社会人野球選手
- 田中健二朗 - プロ野球選手
- 戸狩聡希 - 元アマチュア野球選手
- 桒原樹 - プロ野球選手
- 河村崇大 - プロサッカー選手（サッカー部ではなくジュビロ磐田ユース所属）
- 山下拓郎 - 亜細亜大学陸上部、第82回箱根駅伝優勝の立役者、富士通陸上競技部、拓殖大学陸上競技部男子駅伝監督
- 萩原歩美 - 豊田自動織機陸上部、第7回アジア競技大会女子10000m走銅メダリスト
- 渥美理絵 - 集英社りぼんの漫画家
- 大瀧明日香 - 競艇選手（中退）
- 長嶋万記 - 競艇選手
- 小山さくら - 声優
- 紅林大空 - 原宿KAWAII文化を代表する女性マルチクリエイター
- 池本夢実 - 警察官（沖縄県警察）、プロボクサー
- 渥美万奈 - ソフトボール選手、東京五輪金メダリスト
- 山崎早紀 - ソフトボール選手、東京五輪金メダリスト
- 安西叶翔 - プロ野球選手
- 奈良間大己 - プロ野球選手

## アクセス
- JR東海道本線菊川駅下車、徒歩10分

## 系列校
- 常葉大学
- 常葉大学附属常葉中学校・高等学校
- 常葉大学附属橘中学校・高等学校